# کازوشی اوچیدا
کازوشی اوچیدا (انگلیسی: Kazushi Uchida؛ زادهٔ ۹ اکتبر ۱۹۸۷) بازیکن فوتبال اهل ژاپن است.